# Eritrichium arctisibiricum
Eritrichium arctisibiricum är en strävbladig växtart som först beskrevs av Petrovsky, och fick sitt nu gällande namn av A. Khokhr. Eritrichium arctisibiricum ingår i släktet Eritrichium och familjen strävbladiga växter. Inga underarter finns listade i Catalogue of Life.